# الجيئات (السياني)

تعديل مصدري - تعديل

الجيئات هي إحدى قرى عزلة الهادس بمديرية السياني التابعة لمحافظة إب، بلغ تعداد سكانها 265 نسمة حسب تعداد اليمن لعام 2004.